# Trudoliubivka, Peatîhatkî
Trudoliubivka (în ucraineană Трудолюбівка) este un sat în comuna Palmîrivka din raionul Peatîhatkî, regiunea Dnipropetrovsk, Ucraina.

## Demografie
Componența lingvistică a localității Trudoliubivka
     Ucraineană (94,89%)
     Română (2,92%)
     Rusă (2,19%)
Conform recensământului din 2001, majoritatea populației localității Trudoliubivka era vorbitoare de ucraineană (94,89%), existând în minoritate și vorbitori de română (2,92%) și rusă (2,19%).